# Alfred Kirwa Yego
Alfred Kirwa Yego (ur. 28 listopada 1986) – kenijski lekkoatleta, średniodystansowiec.
Brązowy medalista olimpijski i mistrz świata w biegu na 800 m (2007).

## Osiągnięcia
| Rok  | Zawody                      | Miasto    | Miejsce | Konkurencja |
| ---- | --------------------------- | --------- | ------- | ----------- |
| 2004 | Mistrzostwa świata juniorów | Grosseto  | 2       | 800 m       |
| 2006 | Mistrzostwa Afryki          | Bambous   | 3       | 800 m       |
| 2007 | Mistrzostwa świata          | Osaka     | 1       | 800 m       |
| 2008 | Igrzyska olimpijskie        | Pekin     | 3       | 800 m       |
| 2008 | Światowy Finał IAAF         | Stuttgart | 1       | 800 m       |
| 2009 | Mistrzostwa świata          | Berlin    | 2       | 800 m       |

## Rekordy życiowe
- 800 m - 1:42,67 min (2009)
- 1500 m - 3:33,68 min (2009)